# 2022 au cinéma
L'article 2022 au cinéma répertorie l'ensemble des événements marquants de l'année 2022, dans le domaine du cinéma.
| Années du cinéma : 2019 - 2020 - 2021 - 2022 - 2023 - 2024 - 2025    |
| Décennies du cinéma : 1990 - 2000 - 2010 - 2020 - 2030 - 2040 - 2050 |

## Événements
Le mois de janvier 2022 est le mois où les spectateurs et spectatrices se sont le moins déplacés dans les salles obscures depuis 1994. La baisse des entrées est de 25,73 % par rapport à l'année 2020 sur la même période, et de 41,6 % par rapport à 2019.
Le 28 février, les lieux soumis au pass vaccinal, dont les cinémas, ne sont plus contraints d'imposer le port du masque, mesure effective depuis le 26 novembre de l'année précédente. Cette assouplissement suit celle sur la consommation des confiseries, de nouveau autorisée dans les salles obscures le 16 février.
Pour sa 22e éditions, le Printemps du cinéma a réussi à réaliser 2,15 millions d'entrées entre le dimanche 20 et le mardi 22 mars. L'évènement n'avait plus eu lieu depuis deux saisons à cause de la pandémie de Covid-19. Si ce score est plus modeste que la dernière éditions, celle de 2019 (plus de 3 millions d'entrées), il reste proche de la moyenne des différents Printemps, notamment de l'édition 2016.

## Festivals
En raison de la pandémie de Covid-19, les dates d'ouverture de ces festivals ont été repoussée.
- du 10 au 20 février : 72e Berlinale ;
- du 17 au 28 mai : 75e Festival de Cannes[4] ;
- du 1er au 9 juillet : 21e Festival international du film fantastique de Neuchâtel 2022
- du 31 août au 10 septembre : 79e Mostra de Venise[5] ;
- du 15 au 23 octobre : 14e Festival Lumière à Lyon ;
- du 15 au 19 novembre : 5e Festival Films Courts de Dinan[6].

## Récompenses

### Oscars
94e cérémonie des Oscars, le 27 mars 2022

### Golden Globes
79e cérémonie des Golden Globes, le 9 janvier 2022

### Berlinale
72e édition du festival international du film de Berlin, du 10 au 20 février 2022.

### César
47e cérémonie des César, le 25 février 2022

## Principales sorties en salles
(janvier 2023).
En raison de la pandémie de Covid-19 et des changements de dates de sortie, les dates sont amenées à être modifiées.

## Films sortis hors des salles
De nombreux films français et étrangers ne sortent pas en salles mais directement sur plateforme de SVOD, de VOD, ou en DVD.

### Films sortis sur Netflix
| Film                                        | Réalisation                                              | Pays           |
| ------------------------------------------- | -------------------------------------------------------- | -------------- |
| A Jazzman's Blues                           | Tyler Perry                                              | Etats-Unis     |
| À l'Ouest, rien de nouveau                  | Edward Berger                                            | Allemagne      |
| Adam à travers le temps                     | Shawn Levy                                               | Etats-Unis     |
| L'Amant de lady Chatterley                  | Laure de Clermont-Tonnerre                               | Royaume-Uni    |
| American Girl                               | Feng-I Fiona Roan                                        | Taiwan         |
| Anek                                        | Anubhav Sinha                                            | Inde           |
| Anne Frank, ma meilleure amie               | Ben Sombogaart                                           | Pays-Bas       |
| Apollo 10½                                  | Richard Linklater                                        | Etats-Unis     |
| Athena                                      | Romain Gavras                                            | France         |
| Avant, j'étais célèbre                      | Eddie Sternberg                                          | Etats-Unis     |
| Balle perdue 2                              | Guillaume Pierret                                        | France         |
| Bardo                                       | Alejandro González Iñárritu                              | Mexique        |
| Belle d'automne                             | Katarzyna Klimkiewicz                                    | Pologne        |
| Big Boys Don't Cry                          | Steve Crowhurst                                          | Royaume-Uni    |
| Big Bug                                     | Jean-Pierre Jeunet                                       | France         |
| Blonde                                      | Andrew Dominik                                           | Etats-Unis     |
| Bubble                                      | Tetsurō Araki                                            | Japon          |
| Darlings                                    | Jasmeet K Reen                                           | Inde           |
| Le Dragon de mon père                       | Nora Twomey                                              | Irlande        |
| L'Enfant du mois de Kamiari                 | Takana Shirai                                            | Japon          |
| Enola Holmes 2                              | Harry Bradbeer                                           | Royaume-Uni    |
| Et le ciel s'assombrit                      | Ole Bornedal                                             | Danemark       |
| L'Étau de Munich                            | Christian Schwochow                                      | Royaume-Uni    |
| Fast & Feel Love                            | Nawapol Thamrongrattanarit                               | Thaïlande      |
| Glass Onion : Une histoire à couteaux tirés | Rian Johnson                                             | Etats-Unis     |
| The Gray Man                                | Anthony et Joe Russo                                     | Etats-Unis     |
| Le Haut du panier                           | Jeremiah Zagar                                           | Etats-Unis     |
| I Came By                                   | Babak Anvari                                             | Royaume-Uni    |
| Il filo invisibile                          | Marco Simon Puccioni                                     | Italie         |
| Les Lignes courbes de Dieu                  | Oriol Paulo                                              | Espagne        |
| La Maison                                   | Marc James Roels, Niki Lindroth von Bahr et Paloma Baeza | Royaume-Uni    |
| Le Maître de l'évasion                      | Mateusz Rakowicz                                         | Pologne        |
| Meurtres sans ordonnance                    | Tobias Lindholm                                          | Etats-Unis     |
| Le Monstre des mers                         | Chris Williams                                           | Etats-Unis     |
| Les Murs vagabonds                          | Hiroyasu Ishida                                          | Japon          |
| Les Nageuses                                | Sally El Hosaini                                         | Etats-Unis     |
| Nos cœurs meurtris                          | Elizabeth Allen                                          | Etats-Unis     |
| The Pale Blue Eye                           | Scott Cooper                                             | Etats-Unis     |
| Perdus dans l'Arctique                      | Peter Flinth                                             | Islande        |
| Pinocchio                                   | Guillermo del Toro et Mark Gustafson                     | Etats-Unis     |
| Rumspringa                                  | Mira Thiel                                               | Allemagne      |
| La scuola cattolica                         | Stefano Mordini                                          | Italie         |
| Si tu me venges…                            | Jennifer Kaytin Robinson                                 | Etats-Unis     |
| Silverton Siege                             | Mandla Dube                                              | Afrique du Sud |
| Sous emprise                                | David M. Rosenthal                                       | France         |
| Spiderhead                                  | Joseph Kosinski                                          | Etats-Unis     |
| The Stranger                                | Thomas M. Wright                                         | Australie      |
| Le Téléphone de M. Harrigan                 | John Lee Hancock                                         | Etats-Unis     |
| Warriors of Future                          | Ng Yuen-fai                                              | Hong Kong      |
| Wendell et Wild                             | Henry Selick                                             | Etats-Unis     |
| White Noise                                 | Noah Baumbach                                            | Etats-Unis     |
| The Wonder                                  | Sebastián Lelio                                          | Irlande        |

### Films sortis sur Amazon Prime Video
| Film                                             | Réalisation                    | Pays         |
| ------------------------------------------------ | ------------------------------ | ------------ |
| Anna Karénine, l'histoire de Vronski             | Karen Chakhnazarov             | Russie       |
| Argentina, 1985                                  | Santiago Mitre                 | Argentine    |
| Au nord sur le vide                              | Alejandra Márquez Abella       | Mexique      |
| La Caida                                         | Lucía Puenzo                   | Argentine    |
| The Contractor                                   | Tarik Saleh                    | Etats-Unis   |
| Le Couteau par la lame                           | Janus Metz Pedersen            | Etats-Unis   |
| Des soldats et des ombres                        | Jim Taihuttu                   | Pays-Bas     |
| Devotion                                         | J. D. Dillard (en)             | Etats-Unis   |
| Dog                                              | Reid Carolin et Channing Tatum | Etats-Unis   |
| Don't Make Me Go                                 | Hannah Marks                   | Etats-Unis   |
| Hawa                                             | Maïmouna Doucouré              | France       |
| Hôtel Transylvanie 3 : Des vacances monstrueuses | Genndy Tartakovsky             | Etats-Unis   |
| Le Livre de Catherine                            | Lena Dunham                    | Royaume-Uni  |
| Manhunt                                          | John Woo                       | Chine        |
| Master                                           | Mariama Diallo                 | Etats-Unis   |
| My Policeman                                     | Michael Grandage               | Royaume-Uni  |
| Rien n'est impossible                            | Billy Porter                   | Etats-Unis   |
| Seo Bok                                          | Lee Yong-ju                    | Corée du Sud |

### Films sortis sur Disney+
| Film                       | Réalisation                        | Pays       |
| -------------------------- | ---------------------------------- | ---------- |
| Alerte rouge               | Domee Shi                          | Etats-Unis |
| Avalonia, l'étrange voyage | Don Hall                           | Etats-Unis |
| Barbare                    | Zach Cregger                       | Etats-Unis |
| Bob's burgers, le film     | Loren Bouchard et Bernard Derriman | Etats-Unis |
| Crush                      | Sammi Cohen                        | Etats-Unis |
| Fire Island                | Andrew Ahn                         | Etats-Unis |
| Fresh                      | Mimi Cave                          | Etats-Unis |
| Le Monde de Nate           | Tim Federle (en)                   | Etats-Unis |
| Prey                       | Dan Trachtenberg                   | Etats-Unis |

### Films sortis sur Apple TV+
| Film                       | Réalisation      | Pays       |
| -------------------------- | ---------------- | ---------- |
| Causeway                   | Lila Neugebauer  | Etats-Unis |
| Cha Cha Real Smooth        | Cooper Raiff     | Etats-Unis |
| Le Ciel est partout        | Josephine Decker | Etats-Unis |
| Emancipation               | Antoine Fuqua    | Etats-Unis |
| The Greatest Beer Run Ever | Peter Farrelly   | Etats-Unis |
| Luck                       | Peggy Holmes     | Etats-Unis |
| Raymond et Ray             | Rodrigo García   | Etats-Unis |

### Films sortis sur Filmo
| Film                   | Réalisation                           | Pays        |
| ---------------------- | ------------------------------------- | ----------- |
| All My Friends Hate Me | Andrew Gaynord                        | Royaume-Uni |
| Avoue, Fletch          | Greg Mottola                          | Etats-Unis  |
| Bodies Bodies Bodies   | Halina Reijn                          | Etats-Unis  |
| La Bronca              | Diego Vega Vidal et Daniel Vega Vidal | Pérou       |
| The Exam               | Shawkat Amin Korki                    | Iran        |
| KIMI                   | Steven Soderbergh                     | Etats-Unis  |
| The Painted Bird       | Václav Marhoul                        | Tchéquie    |
| Truth and Justice      | Tanel Toom                            | Estonie     |

### Films sortis sur UniversCiné
| Film                                     | Réalisation                                  | Pays         |
| ---------------------------------------- | -------------------------------------------- | ------------ |
| 15 years                                 | Yuval Hadadi                                 | Israël       |
| Acide                                    | Alexandre Gortchiline                        | Russie       |
| Les Amours de Beyto                      | Gitta Gsell                                  | Suisse       |
| Are You Lonesome Tonight?                | Shipei Wen                                   | Chine        |
| Beauty Water                             | Cho Kyung-hun                                | Corée du Sud |
| Breve historia del planeta verde         | Santiago Loza                                | Brésil       |
| Brian & Charles                          | Jim Archer                                   | Royaume-Uni  |
| Catch The Fair One                       | Josef Kubota Wladyka                         | Etats-Unis   |
| Complicity                               | Kei Chikaura                                 | Japon        |
| Défense d'atterrir                       | Han Jae-rim                                  | Corée du Sud |
| Deux minutes plus tard                   | Junta Yamaguchi                              | Japon        |
| Les Disparues de Valan                   | Béla Bagota                                  | Hongrie      |
| Down With The King                       | Diego Ongaro                                 | Etats-Unis   |
| Dual                                     | Riley Stearns                                | Etats-Unis   |
| Emily the Criminal                       | John Patton Ford                             | Etats-Unis   |
| Emmène-moi voir la mer                   | Marco Antonio Núñez                          | Chili        |
| Escape from Mogadishu                    | Ryoo Seung-wan                               | Corée du Sud |
| Fall of the Queens                       | Lucas Nazareno Turturro                      | Argentine    |
| The Fallout                              | Megan Park                                   | Etats-Unis   |
| Firebird                                 | Peeter Rebane                                | Royaume-Uni  |
| Heroes - La Bataille du lac Changjin     | Chen Kaige, Tsui Hark et Dante Lam           | Chine        |
| House of the Disappeared                 | Lim Dae-Woong                                | Corée du Sud |
| Joyride                                  | Emer Reynolds                                | Royaume-Uni  |
| El Lobo - le pensionnat                  | Joseph Hemsani                               | Mexique      |
| The Maid                                 | Lee Thongkham                                | Thailande    |
| Mascarpone                               | Matteo Pilati et Alessandro Guida            | Italie       |
| The Medium                               | Banjong Pisanthanakun                        | Thailande    |
| Midnight Silence                         | Kwon Oh-seung                                | Corée du Sud |
| Mon ninja et moi 2                       | Thorbjørn Christoffersen et Anders Matthesen | Danemark     |
| Le Nageur                                | Adam Kalderon                                | Israël       |
| No Hard Feelings - Le monde est à nous   | Faraz Shariat                                | Allemagne    |
| Père Stu : un héros pas comme les autres | Rosalind Ross                                | Etats-Unis   |
| Resurrection                             | Andrew Semans                                | Etats-Unis   |
| Rhino                                    | Oleh Sentsov                                 | Ukraine      |
| Sublet                                   | Eytan Fox                                    | Israël       |
| Les Voleurs de la nuit                   | Danis Goulet                                 | Canada       |
| Watcher                                  | Chloe Okuno                                  | Etats-Unis   |
| Why Not You                              | Evi Romen                                    | Autriche     |
| Wildhood                                 | Bretten Hannam                               | Canada       |
| Wrath of Silence                         | Xin Yukun                                    | Chine        |

### Films sortis sur MyCanal
| Film                        | Réalisation           | Pays        | Sortie |
| --------------------------- | --------------------- | ----------- | ------ |
| Barbarians                  | Charles Dorfman       | Royaume-Uni | OCS    |
| Bye Bye Germany             | Sam Garbarski         | Allemagne   | Canal+ |
| Call Jane                   | Phyllis Nagy          | Etats-Unis  | Canal+ |
| Camarade Dracula            | Márk Bodzsár          | Hongrois    | Ciné+  |
| Et demain, le monde entier  | Julia von Heinz       | Allemagne   | Arte   |
| L'Homme qui a vendu sa peau | Kaouther Ben Hania    | Tunisie     | Canal+ |
| Le Joueur d'échecs          | Philipp Stölzl        | Autriche    | Canal+ |
| Ne dis rien                 | Christian Tafdrup     | Danemark    | Canal+ |
| The North Sea               | John Andreas Andersen | Norvège     | Canal+ |
| Nuevo Orden                 | Michel Franco         | Mexique     | Canal+ |
| The Outfit                  | Graham Moore          | Etats-Unis  | OCS    |
| Tigers                      | Ronnie Sandahl        | Suède       | Canal+ |
| Vanishing                   | Denis Dercourt        | France      | Canal+ |

### Autres sorties
| Film                   | Réalisation       | Pays         | Sortie |
| ---------------------- | ----------------- | ------------ | ------ |
| Les Disparues de Valan | Béla Bagota       | Hongrie      | DVD    |
| Human Factors          | Ronny Trocker     | Autriche     | MUBI   |
| Korean Fried Chicken   | Lee Byeong-heon   | Corée du Sud | DVD    |
| Land of the Sons       | Claudio Cupellini | Italie       | DVD    |
| Love After Love        | Ann Hui           | Hong Kong    | MUBI   |
| Nuit de feu            | Tatiana Huezo     | Mexique      | MUBI   |
| Post mortem            | Péter Bergendy    | Hongrie      | DVD    |
| The Roundup            | Lee Sang-yong     | Corée du Sud | DVD    |
| Spiritwalker           | Yoon Jae-geun     | Corée du Sud | DVD    |
| Le Survivant           | Barry Levinson    | Etats-Unis   | DVD    |

## Décès

### Premier trimestre
- 4 janvier : Joan Copeland, actrice américaine (° 1er juin 1922)
- 5 janvier : Mohamed Hilmi, acteur, réalisateur et dramaturge algérien (° 15 février 1931)
- 6 janvier :
  - Peter Bogdanovich, critique, réalisateur et acteur américain (° 30 juillet 1939)
  - Sidney Poitier, acteur et réalisateur américano-bahaméen (° 20 février 1927)
- 9 janvier :
  - Dwayne Hickman, acteur américain (° 18 mai 1934)
  - Bob Saget, acteur et humoriste américain (° 17 mai 1956)
- 13 janvier : Herbert Achternbusch, écrivain, peintre et cinéaste allemand (° 23 novembre 1938)
- 14 janvier : Jean-Jacques Beineix, réalisateur, écrivain, dialoguiste, scénariste, producteur de cinéma et metteur en scène français (° 8 octobre 1946)
- 15 janvier : Michel Ruhl, acteur français (° 2 février 1934)
- 18 janvier : Yvette Mimieux, actrice américaine (° 8 janvier 1942)
- 19 janvier : 
  - Gaspard Ulliel, acteur et mannequin français  (° 25 novembre 1984)
  - Hardy Krüger, acteur allemand  (° 12 avril 1928)
- 23 janvier : Serge Korber, réalisateur français  (° 1er février 1936)
- 2 février : Monica Vitti, actrice italienne  (° 3 novembre 1931)
- 6 février : Lata Mangeshkar, chanteuse, compositrice et productrice indienne (° 28 septembre 1929)
- 12 février : Ivan Reitman, réalisateur américain (° 27 octobre 1946)
- 27 mars : Jean-Louis Faure, acteur français spécialisé dans le doublage (°18 juillet 1953).
- 30 mars : Bruno Dubernat, acteur français (• 17 janvier 1962).

### Deuxième trimestre
- 17 avril : Catherine Spaak, actrice franco italienne  (° 3 avril 1945)
- 8 mai : Fred Ward, acteur américain (° 30 décembre 1942).
- 9 juin : Matt Zimmerman, acteur canadien  (° 26 décembre 1934)

### Troisième trimestre
- 6 juillet : James Caan, acteur américain (° 26 mars 1940).
- 8 juillet : Tony Sirico, acteur américain (° 29 juillet 1942).
- 18 juillet : Dani, chanteuse et actrice française (° 1er octobre 1944).
- 23 septembre : Franciszek Pieczka, acteur polonais (° 18 janvier 1928)

### Quatrième trimestre
- 19 octobre : Patrick Dell'Isola, acteur français (° 19 août 1962).
- 5 décembre : Kirstie Alley, actrice américaine (° 12 janvier 1951).